# Sol Rojas
Sol Rojas es una deportista venezolana que compite en atletismo adaptado. Ganó una medalla de plata en los Juegos Paralímpicos de Río de Janeiro 2016 en la prueba de 400 m (clase T11).

## Palmarés internacional
| Juegos Paralímpicos | Juegos Paralímpicos     | Juegos Paralímpicos | Juegos Paralímpicos |
| Año                 | Lugar                   | Medalla             | Prueba              |
| ------------------- | ----------------------- | ------------------- | ------------------- |
| 2016                | Río de Janeiro (Brasil) | Medalla de plata    | 400 m T11           |